# Jiří Jonák
Jiří Jonák (* 20. srpna 1963 Plzeň) je bývalý československý hokejový obránce.

## Hráčská kariéra
Plzeňský odchovanec, jako devatenáctiletý začal hrát nejvyšší hokejovou soutěž. Po třech odehraných sezónách narukoval na základní vojenskou službu, během které vystřídal dva hokejové kluby, a to Duklu Trenčín, kde nedostal skoro žádnou příležitost, a proto byl převelen do slovenských Topoľčan. Po skončení ZVS se vrátil do mateřského týmu. Po úspěšné reprezentaci v sezóně 1991/1992 o rok později přestoupil do finského klubu JYP Jyväskylä, kde se podílel na zisku bronzové medaile. V týmu vydržel pouze jednu sezónu, následoval návrat do Plzně na dvě sezóny. Jako dvaatřicetiletý přestoupil do druholigového Havířova, vydržel zde skoro celou sezónu, než si ho do nejvyšší soutěže stáhli zpět trenéři Vítkovic. V následujících dvou sezónách patřil k pilířům obrany, tým získal dvě medailové umístění. Zde skončil působení v nejvyšší soutěži, následoval přestup do Německa, kde hrál dalších 15 let za několik klubů v nižších německých ligách. V sezóně 2013/2014 nastoupil za český klub HC Chotíkov v Plzeňské krajské lize.
V roce 1983 se účastnil Mistrovství světa juniorů, kde získal stříbrnou medaili, v týmu hrál společně s hráči, z kterých se staly hokejové hvězdy, např. Dominik Hašek, František Musil či Vladimír Růžička.
Jako reprezentant se zúčastnil jednoho šampionátu, a to MS 1992, které se konalo v Praze a Bratislavě. Před domácími fanoušky získal bronzovou medaili. V reprezentačním dresu odehrál celkem 7 zápasů.